# 沖田 (北九州市)
沖田（おきた）は福岡県北九州市八幡西区の地名。沖田一丁目から五丁目の町がある。住居表示実施済み。郵便番号は807-0077。

## 地理
八幡西区の中部西側に位置し、北に永犬丸東町、北東に上の原、東に中の原、南から西に下上津役、北西に三ケ森と接する。

## 地域の特徴
町域の東寄りを国道200号が縦貫する。西から東に向かって上り勾配となっている住宅街である。

二丁目に上津役南年長者いこいの家、四丁目に沖田中学校がある。

## 歴史
住居表示実施前までは三丁目を下上津役団地と、四丁目・五丁目を旭ヶ丘団地と呼んでいた。

### 地名の由来
かつてこの辺りに大字下上津役の字、沖田が存在しており、町名の由来となっている。

### 沿革
- 1983年（昭和58年）6月1日 - 沖田一丁目 - 五丁目新設[5][6]。
- 1989年（平成元年）6月1日 - 大字下上津役の一部が沖田四丁目に編入。大字永犬丸，大字下上津役の一部が沖田五丁目に編入[7]。

### 町名の変遷
| 実施内容          | 実施年月日               | 実施後     | 実施前                           |
| ----------------- | ------------------------ | ---------- | -------------------------------- |
| 町名新設 住居表示 | 1983年（昭和58年）6月1日 | 沖田一丁目 | 大字下上津役の一部               |
| 町名新設 住居表示 | 1983年（昭和58年）6月1日 | 沖田二丁目 | 大字下上津役の一部               |
| 町名新設 住居表示 | 1983年（昭和58年）6月1日 | 沖田三丁目 | 大字下上津役の一部               |
| 町名新設 住居表示 | 1983年（昭和58年）6月1日 | 沖田四丁目 | 大字永犬丸，大字下上津役の各一部 |
| 町名新設 住居表示 | 1983年（昭和58年）6月1日 | 沖田五丁目 | 大字永犬丸，大字下上津役の各一部 |

## 世帯数と人口
2025年（令和7年）3月31日現在（北九州市発表）の世帯数と人口は以下の通りである。
| 町         | 世帯数    | 人口    |
| ---------- | --------- | ------- |
| 沖田一丁目 | 247世帯   | 515人   |
| 沖田二丁目 | 302世帯   | 616人   |
| 沖田三丁目 | 291世帯   | 603人   |
| 沖田四丁目 | 220世帯   | 446人   |
| 沖田五丁目 | 328世帯   | 650人   |
| 計         | 1,388世帯 | 2,830人 |

### 人口の変遷
国勢調査による人口の推移。
| 1995年（平成7年）  | 3,547人 | [ 8 ]  |  |
| 2000年（平成12年） | 3,289人 | [ 9 ]  |  |
| 2005年（平成17年） | 3,024人 | [ 10 ] |  |
| 2010年（平成22年） | 2,920人 | [ 11 ] |  |
| 2015年（平成27年） | 2,825人 | [ 12 ] |  |
| 2020年（令和2年）  | 2,761人 | [ 13 ] |  |

### 世帯数の変遷
国勢調査による世帯数の推移。
| 1995年（平成7年）  | 1,270世帯 | [ 8 ]  |  |
| 2000年（平成12年） | 1,273世帯 | [ 9 ]  |  |
| 2005年（平成17年） | 1,213世帯 | [ 10 ] |  |
| 2010年（平成22年） | 1,207世帯 | [ 11 ] |  |
| 2015年（平成27年） | 1,197世帯 | [ 12 ] |  |
| 2020年（令和2年）  | 1,175世帯 | [ 13 ] |  |

## 学区
市立小・中学校に通う場合、学区は以下の通りとなる。
| 町         | 街区 | 小学校               | 中学校               |
| ---------- | ---- | -------------------- | -------------------- |
| 沖田一丁目 | 全域 | 北九州市立中尾小学校 | 北九州市立沖田中学校 |
| 沖田二丁目 | 全域 | 北九州市立中尾小学校 | 北九州市立沖田中学校 |
| 沖田三丁目 | 全域 | 北九州市立中尾小学校 | 北九州市立沖田中学校 |
| 沖田四丁目 | 全域 | 北九州市立中尾小学校 | 北九州市立沖田中学校 |
| 沖田四丁目 | 全域 | 北九州市立中尾小学校 | 北九州市立沖田中学校 |

## 交通

### バス
域内のバス停と系統は以下のとおりである。
| 運行事業者 | 運行事業者   | 西鉄バス北九州 | 西鉄バス北九州 | 西鉄バス北九州 | 西鉄バス北九州 | 西鉄バス北九州 |
| 系統       | 系統         | 57             | 75             | 76             | 77             | 150            |
| 停留所     | 沖田中学校   | ○              |                |                | ○              |                |
| 停留所     | 沖田西口     |                | ○              |                |                | ○              |
| 停留所     | 沖田中央     |                | ○              |                |                | ○              |
| 停留所     | 上津役出張所 |                |                | ○              | ○              |                |

### 道路
- 国道200号

## 施設

### 公共施設
- 沖田区会公民館

### 教育施設
- 北九州市立沖田中学校

### 社会福祉施設
- 上津役南年長者いこいの家

### 公園
- 沖田北公園
- 沖田東公園
- 沖田中公園
- 沖田西公園
- 沖田南一号公園
- 沖田南2号公園
- 沖田南3号公園